# Out of the Past (film 1914)
Out of the Past è un cortometraggio muto del 1914 diretto da Lionel Belmore.

## Produzione
Il film fu prodotto dalla Vitagraph Company of America.

## Distribuzione
Distribuito dalla General Film Company, il film - un cortometraggio in due bobine - uscì nelle sale cinematografiche statunitensi il 15 dicembre 1914.